# Causa di forza maggiore (Nothomb)
Causa di forza maggiore è un romanzo della scrittrice belga Amélie Nothomb vincitore del Grand Prix Jean Giono 2008.

## Trama
Durante una conversazione a casa di comuni conoscenti, un uomo racconta al protagonista Baptiste Bordave una sorta di aneddoto macabro, e gli consiglia di fingere, nel caso qualcuno muoia accidentalmente in casa sua, che sia mancato durante il trasporto in ospedale, per evitare complicazioni legali.
Il giorno successivo uno sconosciuto si presenta a casa sua e gli chiede il permesso di telefonare perché l’automobile si è fermata a causa di un guasto; ma improvvisamente muore mentre è al telefono. Colpito dalla coincidenza con la conversazione del giorno precedente, Baptiste non chiede aiuto, anzi dai documenti del morto scopre che si chiama Olaf Sildur, è svedese e abita a Versailles. Si impadronisce della sua Jaguar e raggiunge una villa di lusso che gli fa venire l’idea di abbandonare la propria vita insignificante e assumere l’identità del defunto.
La casa è abitata dalla moglie di Sildur, che poco per volta si scopre essere una francese che l’uomo ha salvato dalla tossicodipendenza. Il matrimonio sembra essere la copertura per un lavoro di accoglienza di ospiti di passaggio, probabilmente agenti segreti, che si avvicendano tra una missione e l’altra.
Baptiste non tarda a innamorarsi della bella donna, che vive in un’ebbrezza artificiale provocata dalle notevoli riserve di champagne presenti nella villa. Ma la curiosità di Baptiste lo spinge a cercare di individuare a chi Olaf Sildur fece l’ultima telefonata da casa sua, attirando su di sé l’attenzione di qualcuno che forse voleva morto il padrone di casa.

## Edizioni
Amélie Nothomb, Causa di forza maggiore, traduzione di Monica Capuani, Voland, 2009, ISBN 978-88-6243-023-4.